# Археологическая летопись Южной России
Археологическая летопись Южной России — журнал, основанный киевским археологом и этнографом Николаем Беляшевским. Издавался с его под его редакцией сначала как приложение к «Киевской старине» (1899—1901), впоследствии (1903-05) как самостоятельное издание. Сыграл значительную роль в развитии археологической науки и исторического краеведения. В его работе принимали участие известные историки, археологи, искусствоведы, этнографы, деятели культуры и образования, краеведы-любители. Кроме самого Беляшевского, здесь печатали свои статьи Владимир Антонович, Карл Болсуновский, Михаил Грушевский, Виктор Данилевич, Григорий Павлуцкий, Лев Падалка, Владимир Перетц, Орест Фотинский, Викентий Хвойка, Фёдор Штейнгель и другие.
Материалы журнала, посвящённые подготовке археологических съездов, результатам раскопок и случайных находок, способствовали налаживанию систематических археологических исследований регионов Украины, координации усилий специалистов в этой области. Немало места на его страницах было отведено проблемам охраны памятников старины, деятельности крупнейших научных и краеведческих обществ и архивных комиссий, обзорам коллекций музеев и частных собраний. В библиографических разделах содержалось богатая информация об издании указанных институтов, научные труды и разведки известных исследователей отечественной истории и культуры.